# Шеляково (Московская область)
Шеляково — деревня в Можайском районе Московской области в составе Юрловского сельского поселения. Численность постоянного населения по Всероссийской переписи 2010 года — 11 человек. До 2006 года Шеляково входило в состав Юрловского сельского округа.

## География
Деревня расположена в южной части района, на безымянном правом притоке реки Берега (приток Протвы), у автодороги 46К-1130 Уваровка — Можайск, примерно в 30 км к юго-западу от Можайска, высота центра над уровнем моря 194 м. Ближайший населённый пункт — Волосково в 1 км на запад.